# Городская гмина
Городская гмина (гмина со статусом города) — муниципальное образование в Польше, которое включает в себя административные границы города. 
Муниципалитет может основывать вспомогательные органы (единицы), которые в большинстве случаев являются районами или кварталами. Самая маленькая по населению гмина в Польше — Крыница-Морска чуть больше 1 тысячи человек.